# Raquel Argandoña
Raquel Eliana Argandoña de la Fuente (ngày 5 tháng 12 năm 1957 tại Santiago de Chile) là một cựu thí sinh cuộc thi sắc đẹp Chile, người dẫn chương trình truyền hình, nữ diễn viên thị trưởng của Pelarco. Cô được biết đến với vai diễn La Quintrala trong loạt phim truyền hình cùng tên năm 1986. Raquel Argandoña cũng là Hoa hậu Universo Chile năm 1975. Raquel là mẹ của nữ diễn viên-ca sĩ Raquel Calderón.

## Lịch sử bầu cử

### Bầu cử thành phố 1996
Thị trưởng của Pelarco 
| Thí sinh                      | Buổi tiệc   | Phiếu bầu | %      | Các kết quả      |
| Bonifacio Correa Echenique    | UDI         | 1.197     | 27,16% | Thị trưởng       |
| Raquel Argandoña De La Fuente | Độc lập. RN | 1.180     | 26,78% | Ủy viên hội đồng |
| Mario Tương phản Loyola       | DC          | 570       | 12,93% | Ủy viên hội đồng |
| Rolando González Rojas        | PPD         | 480       | 10,89% | Ủy viên hội đồng |
| Carlos Verdugo Neira          | DC          | 252       | 5,70%  |                  |
| Victor Tonelli Astorga        | PRSD        | 175       | 3,97%  |                  |

### Bầu cử thành phố 2000
Thị trưởng của Pelarco 
| Thí sinh                      | Buổi tiệc   | Phiếu bầu | %      | Các kết quả |
| Raquel Argandoña De La Fuente | Độc lập. RN | 2.139     | 45,98% | Thị trưởng  |
| Bonifacio Correa Echenique    | UDI         | 1.384     | 29,75% | hội đồng    |
| Mario Tương phản Loyola       | DC          | 400       | 8,60%  | hội đồng    |
| Rolando Gonzalez Rojas        | PPD         | 303       | 6,51%  |             |
| Carlos Verdugo Pérez          | DC          | 182       | 3,91%  |             |
| Elizabeth Orellana Varas      | ILC         | 84        | 1,81%  | hội đồng    |

### Bầu cử thành phố 2004
Thị trưởng của San Joaquín 
| Thí sinh                      | Buổi tiệc   | Phiếu bầu | %      | Các kết quả |
| Sergio Echeverría García      | PPD         | 25.063    | 53,10% | Thị trưởng  |
| Raquel Argandoña De La Fuente | Độc lập. RN | 17.384    | 36,83% |             |
| Jose Benito Ormeño Díaz       | PH          | 4,754     | 10,07% |             |

### Bầu cử Quốc hội 2005
Phó cho Distrito 25 (La Granja, Macul và San Joaquín), Región Metropolitana 
| Thí sinh                      | Buổi tiệc   | Phiếu bầu | %      | Các kết quả |
| Ximena Vidal Lázaro           | PPD         | 52.745    | 33,81% | Phó         |
| Marcelo Ortiz Aravena         | PDC         | 32.614    | 20,90% |             |
| Felipe Salaberry Soto         | UDI         | 30.109    | 19,30% | Phó         |
| Raquel Argandoña De La Fuente | Độc lập. RN | 21.958    | 14,07% |             |
| Amaro Labra Sepúlveda         | PC          | 12,998    | 8,33%  |             |
| Juan Enrique Prieto Urzúa     | PH          | 5.600     | 3,59%  |             |